# Orlando Duque

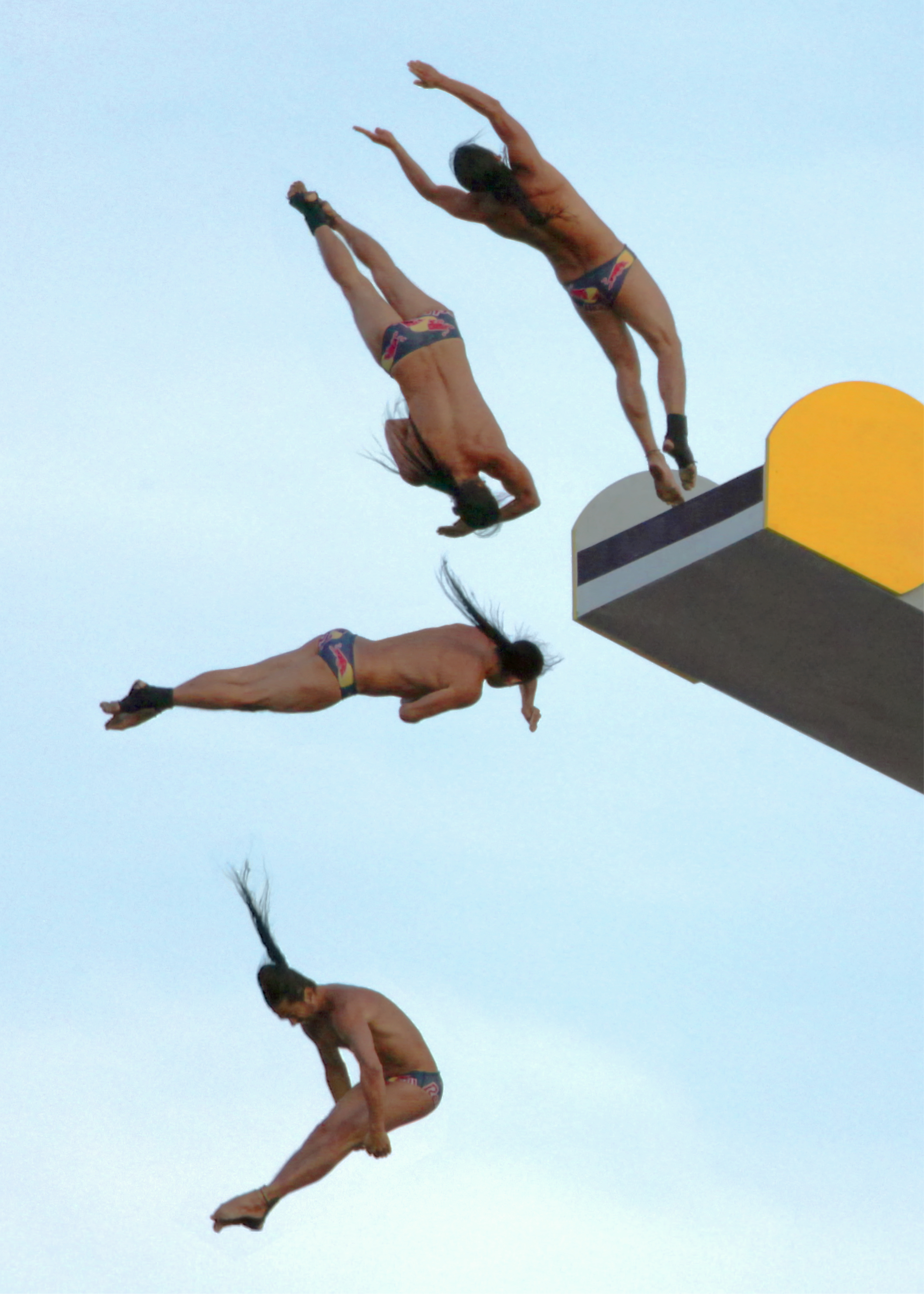
Orlando Duque bei der Ausführung eines Sprungs während eines Wettbewerbs in Boston (2012)

Orlando Duque (* 11. September 1974 in Cali) ist ein kolumbianischer Klippenspringer und ehemaliger Kunst- und Turmspringer. Er zählt seit Ende der 1990er-Jahre zu den weltbesten Klippenspringern und konnte im Laufe seiner Karriere neunmal den Weltmeistertitel erringen. 2013 gewann Duque auch den erstmals vom Weltschwimmverband FINA ins Programm der Schwimmweltmeisterschaften genommenen Klippensprungwettbewerb.

## Biografie

### Karriere als Kunst- und Turmspringer
Orlando Duque wurde 1974 in Cali im Südwesten Kolumbiens geboren, wo er auch aufwuchs. Im Alter von zehn Jahren wandte er sich vom Fußballtraining zum Kunst- und Turmspringen und absolvierte seinen ersten Sprung vom 3-Meter-Brett. Duque trainierte daraufhin bis zu sechs Stunden täglich und errang in den folgenden Jahren mehrere Landesmeistertitel. 1992 qualifizierte er sich für die Olympischen Sommerspiele in Barcelona, konnte jedoch aufgrund fehlender finanzieller Mittel des kolumbianischen Springerverbandes nicht an den Spielen teilnehmen. Enttäuscht beendete Duque seine sportliche Karriere und begann ein Universitätsstudium.
Zwei Jahre später konnte sich der Kolumbianer für das Klippenspringen begeistern, eine Extremsportart, bei der man in freier Natur Wassersprünge aus Höhen von bis zu 28 Metern zeigt und Techniken des Turmspringens wie Salti und Schrauben verbindet. Seinen ersten Klippensprung absolvierte Duque 1995 bei einer lokalen Veranstaltung in seiner Heimatstadt Cali. Weitere Routine bei Wassersprüngen von großer Höhe gewann er durch ein Engagement in einem kolumbianischen Vergnügungspark. Zwischen 1997 und 1999 arbeitete Duque jeweils in den Sommermonaten im Safaripark Gänserndorf in der Nähe von Wien, wo er als Stuntman Wassersprünge von einem 25 Meter hohen Kran absolvierte.

### Erfolg als Klippenspringer
1999 schloss sich Orlando Duque dem High- und Cliff-Diving-Weltcup-Zirkus an und errang im selben Jahr bei den zum dritten Mal stattfindenden Weltmeisterschaften hinter dem Australier Steve Black die Silbermedaille. 2000 deklassierte er Black bei den Qualifikationsspringen im kroatischen Dubrovnik und Schweizerischen Brontallo und gewann bei den Weltmeisterschaften im hawaiischen Kaunolū zum ersten Mal den Titel vor den beiden US-Amerikanern Dustin Webster und Todd Michael, wobei er im dritten und letzten Sprung von allen sieben Preisrichtern die Höchstnote von 10,0 Punkten erhielt. Dies brachte ihm einen Eintrag ins Guinness-Buch der Rekorde ein. In den folgenden Jahren avancierte Duque zum elegantesten und weltbesten Klippenspringer. Er erwarb sich, in Anlehnung seines Familiennamens, den Spitznamen "The Duke" (dt.: „der Herzog“; kurzzeitig auch als „Jimmy Hendrix des Klippenspringens“ betitelt) und zählt die so genannten Back Twists zu seinen Lieblingssprüngen. Er verteidigte 2001 und 2002 erfolgreich den Weltmeistertitel, führte in dieser Zeit die Weltcup-Wertung an und verlor nur einen einzigen Wettkampf. 2005 errang er vor 3000 Zuschauern bei den Red-Bull-Cliff-Diving-Weltmeisterschaften seinen neunten WM-Titel. Auf der 27 Meter hohen Plattform am Wolfgangsee erreichte er mit einem dreifachen Rückwärtssalto mit zwei Schrauben die Tageshöchstwertung von 351 Punkten und verwies den Russen Sergey Zotin, Weltmeister von 2003, und dessen Landsmann Andriy Ignatenko auf die Plätze. Bei den Klippensprung-Weltmeisterschaften im Juli 2006 in Brontallo gewann Duque mit 349,125 Punkten hinter Ignatenko (360,125) und Zotin (356,550) die Bronzemedaille.
Im September 2009 in Athen gelang es Duque das erstmals von Red Bull als World Series veranstaltete Klippenspringen zu gewinnen. Die folgenden Jahre musste er sich dem Briten Gary Hunt geschlagen geben – 2011 konnte Duque aufgrund einer Fußverletzung nicht beim finalen Wettbewerb in Athen starten, 2012 verlor er das Finale knapp gegen Hunt. 2013 nahm der Weltschwimmverband FINA erstmals das Klippenspringen offiziell ins Programm der 15. Schwimmweltmeisterschaften auf. Bei den Titelkämpfen in Barcelona Ende Juli gewann Duque die Goldmedaille vor Hunt und dem Mexikaner Jonathan Paredes.

### Sonstiges
Orlando Duque, der fließend englisch spricht, ist verheiratet und lebt in Lāʻie auf Oʻahu (Hawaii). Der Kolumbianer, der unter anderem Bodyboard und den Kanusport zu seinen Hobbys zählt, war Gegenstand mehrerer Dokumentarfilme. 2005 feierte er sein Debüt als Schauspieler in dem semiautobiographischen Werk 9 Dives, das am 19. April 2006 auf dem Festival Eurocine Colombia in Bogotá uraufgeführt wurde. Für den innerhalb von vier Jahren abgedrehten Spielfilm des Österreichers Mario Kreuzer absolvierte Duque den bis dato höchsten Klippensprung, von einer 34 Meter hohen Brücke. 9 Dives wurde 2006 mit Erfolg auch in venezolanischen und österreichischen Kinos veröffentlicht.